# サラ・チャファク

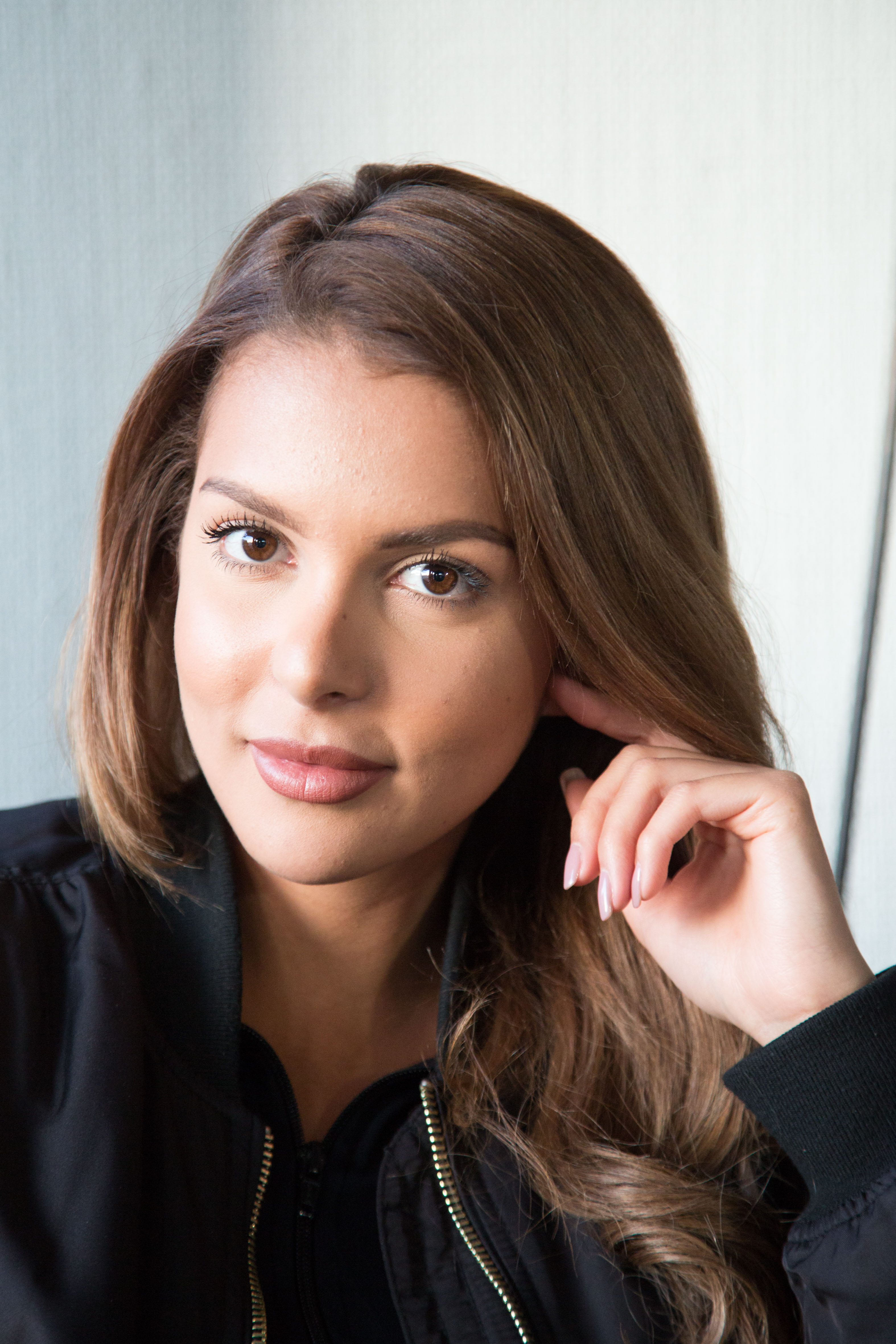

サラ・チャファク (英語:Sara Chafak、1990年10月25日 - )は、フィンランドのモデル。ヘルシンキでフィンランド人の母親とモロッコ人の父親の間に生まれる。ミスフィンランド2012の女王で、その年のミス・ユニバースのフィンランド代表。